# Poltava (nave da battaglia 1894)
La Poltava (in russo Полтава?) fu una nave da battaglia tipo pre-dreadnought della Voenno Morskoj Flot Rossijskoj Imperii, appartenente della classe Petropavlovsk. La nave prese il nome dalla battaglia di Poltava, combattuta durante la grande guerra del Nord. Catturata dai giapponesi durante la guerra russo-giapponese, fu integrata nella Marina imperiale giapponese col nome di Tango (丹後?). Rivenduta alla Russia nel 1916 e rinominata Çeşme (in russo Чесма?), durante la rivoluzione d'ottobre il suo equipaggio si unì alla flotta rivoluzionaria. Catturata dai britannici, fu prima trasformata in prigione galleggiante ed infine abbandonata a se stessa. Ripresa dai sovietici, rimase in servizio fino al 1924.

## Caratteristiche tecniche
Nata come versione ingrandita e migliorata della Imperator Nikolaj I, la classe Petropavlovsk divenne poi un progetto nuovo a tutti gli effetti. Abbandonate le casematte, l'armamento secondario fu posizionato in torrette seguendo il design della statunitense classe Indiana. Il sistema propulsivo della Poltava, così come quello della nave sorella Petropavlovsk, era di costruzione britannica. Nonostante ciò la Poltava era leggermente meno potente della Petropavlovsk, ma decisamente più potente della terza nave della classe, la Sevastopol', i cui macchinari erano di fabbricazione russa. La produzione della corazzatura fu affidata a Stati Uniti e Germania, che però risentirono di problemi produttivi. Difatti, sola la Poltava ricevette la nuova corazzatura Krupp sia per lo scafo che per le torrette. Sulla Sevastopol' infatti fu adottata una corazzatura Harvey, di più vecchia concezione, mentre la Petropavlovsk era protetta da semplici lastre di acciaio al nichel.

## Servizio

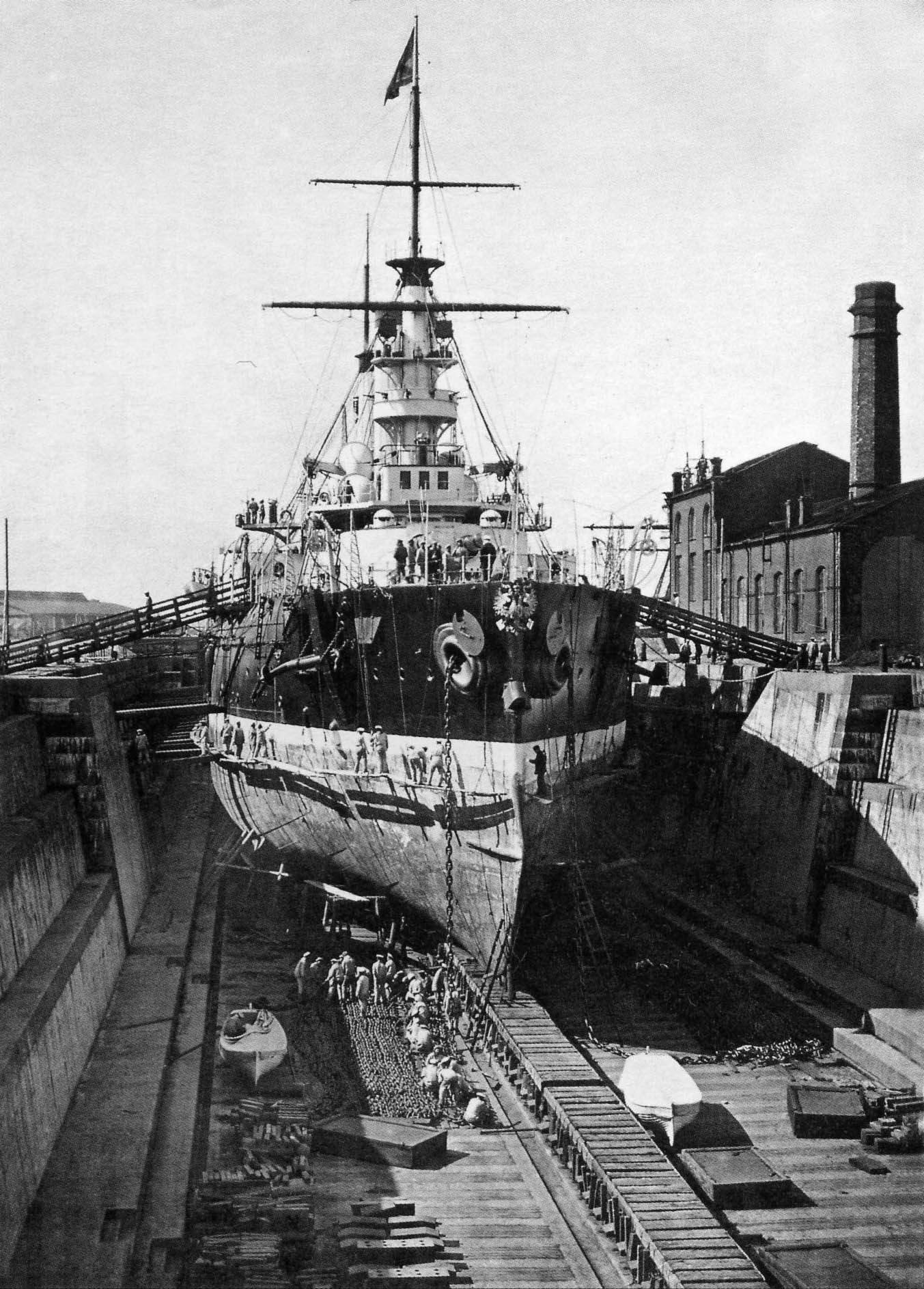
La Poltava in un bacino di carenaggio a Kronštadt, maggio 1900

La Poltava fu impostata il 19 maggio 1892, presso i cantieri dell'ammiragliato di San Pietroburgo. Varata il 6 novembre 1894, entrò in servizio nella flotta del Baltico nel 1899. Il 3 ottobre 1900 la Poltava e la sorella Sevastopol' salparono alla volta di Port Arthur, dove giunsero il 13 aprile 1901. Al loro arrivo furono incorporate nel Primo Squadrone dalla flotta del Pacifico. Non essendoci in quel momento conflitti in corso che coinvolgevano l'Impero russo, la Poltava non prese parte ad azioni belliche. L'8 febbraio 1904, giorno dello scoppio della guerra russo-giapponese, la Marina imperiale giapponese lanciò un attacco a sorpresa contro la flotta russa, in quel momento all'ancora a Port Arthur. La Poltava fu colpita una volta a poppa, ma i danni furono lievi e non si contarono vittime tra l'equipaggio. In risposta all'attacco, la Poltava assieme ad altre navi russe tentò l'inseguimento delle navi giapponesi, sparando anche alcuni colpi, ma senza ottenere risultati.
Tornata al porto vi rimase per i successivi 6 mesi. Le navi russe tentarono più volte di rompere il blocco navale giapponese, ma la Poltava non prese parte a nessuno di questi tentativi.
Il 9 agosto il Dai-Nippon Teikoku Rikugun, che era avanzato lentamente da sud verso Port Arthur, iniziò un assalto alle difese esterne della città. Con la loro base direttamente sotto attacco, alle 07:00 di mattina il Primo Squadrone tentò di fuggire a Vladivostok. Alle 12:55 furono intercettati dalla flotta giapponese, dando il via alla battaglia del Mar Giallo. Al momento dell'inizio della battaglia, la Poltava era sesta nella linea di battaglia e dalla sua posizione, alle 14:45, iniziò a bombardare la Asahi. La Mikasa, nave ammiraglia della flotta giapponese, aprì a sua volta il fuoco, riuscendo a colpire ripetutamente la Poltava, obbligando così le altre navi russe a indietreggiare per darle sostegno. Le navi russe risposero al fuoco, colpendo più volte la Mikasa. La Poltava riuscì a colpire 2 volte la Mikasa ed una volta l'incrociatore corazzato Nisshin. A causa dei danni riportati dalla Mikasa, attorno alle 15:20 la flotta giapponese interruppe l'attacco e virò a tribordo. Alle 17:35 i giapponesi si riavvicinarono alla coda della linea di battaglia russa. La Mikasa ed altre 3 corazzate aprirono il fuoco contro la Poltava ed un incrociatore corazzato, ma problemi con le torrette costrinsero i giapponesi ritirarsi nuovamente.

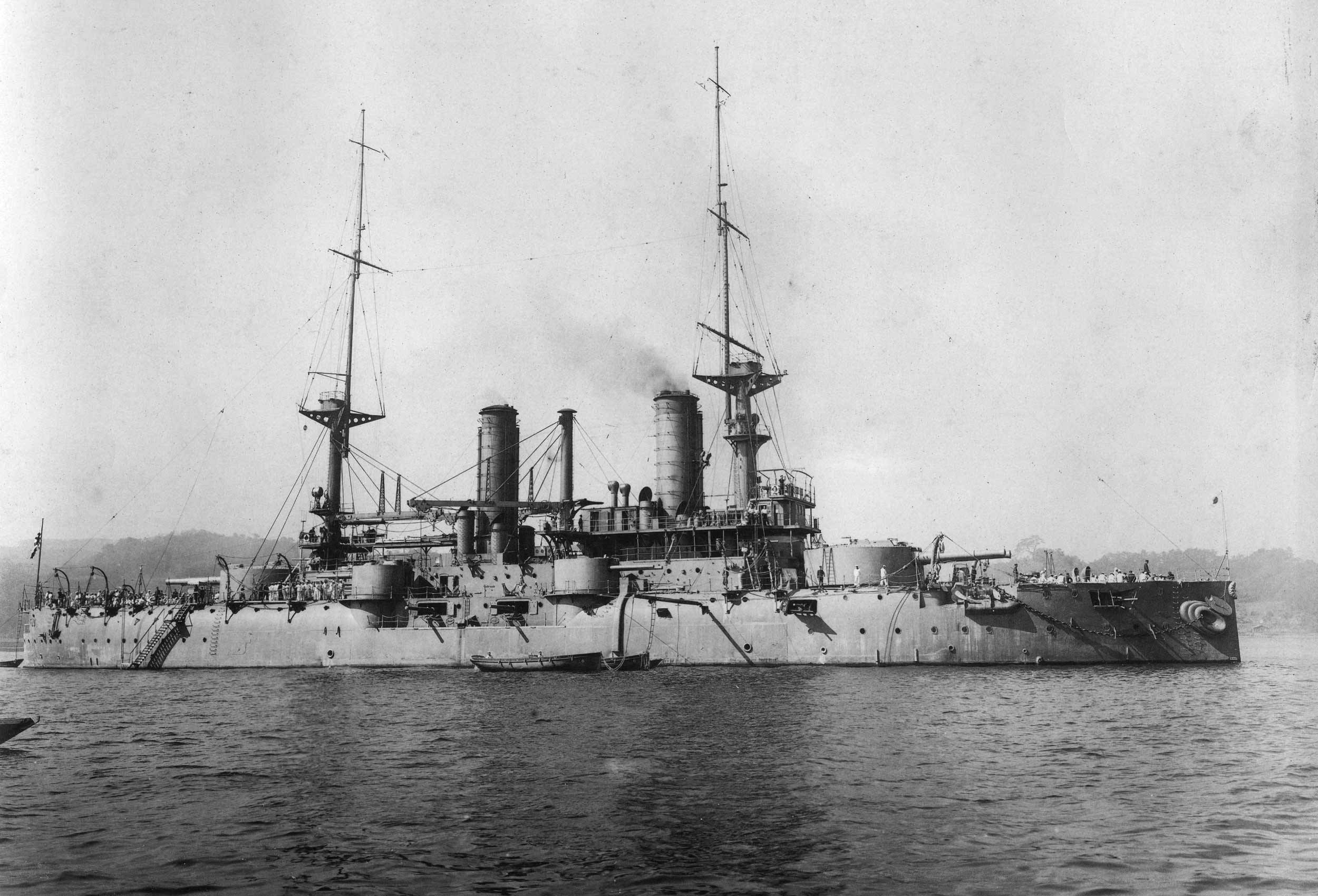
La Poltava, già in servizio nella Marina imperiale giapponese col nome di Tango, circa 1908-1909

I combattimenti ripresero alle 18:30, con la Shikishima e la Asahi che aprirono il fuoco contro la Poltava. Mentre la flotta russa stava fuggendo dai combattimenti, 2 colpi da 305 mm della Asahi riuscirono a centrare la torre di comando della nave ammiraglia russa, la Cesarevič.
Il viceammiraglio Wilhelm Withöft, comandante del Primo Squadrone, ed il timoniere della nave rimasero uccisi, mentre il capitano rimase gravemente ferito. La Cesarevič, priva di controllo, iniziò una strettissima virata. Pensando che si trattasse di una manovra ordinata da Withöft, le navi russe iniziarono a seguire la Cesarevič, manovrando attentamente per non urtarsi tra loro. Il principe Pavel Ukhtomski, secondo in comando dello squadrone, a bordo della Peresvet, capì invece che qualcosa non andava e procedette a segnalare semaforicamente alle altre navi di fare rotta verso Port Arthur. I segnali furono gradualmente riconosciuto dalla Pobeda, dalla Pallada, dalla Sevastopol' e dalla Poltava. Tornato a Port Arthur il 10 agosto, lo squadrone scoprì che la città era stretta d'assedio dalla terza armata giapponese, sotto al comando del barone Nogi Maresuke. Il 5 dicembre la Terza Armata conquistò la collina 203, che affacciandosi direttamente sul porto era in una posizione cruciale. Da lì furono in grado di dirigere il tiro con le batterie di obici d'assedio da 280 mm contro le navi del Primo Squadrone che erano sopravvissute alla battaglia del Mar Giallo. Le navi erano a circa 5,7 km dalla collina, tutte nel raggio d'azione dell'artiglieria giapponese. Entro il 9 dicembre furono affondate 4 navi da battaglia, tra cui la Poltava, e 2 incrociatori.
Dopo la cattura di Port Arthur, l'8 luglio 1905 gli ingegneri giapponesi riportarono a galla la Poltava. Riparata, fu integrata nella Dai-Nippon Teikoku Kaigun col nome di Tango (丹後?), in onore dell'antica provincia di Tango, oggi parte della prefettura di Kyoto.

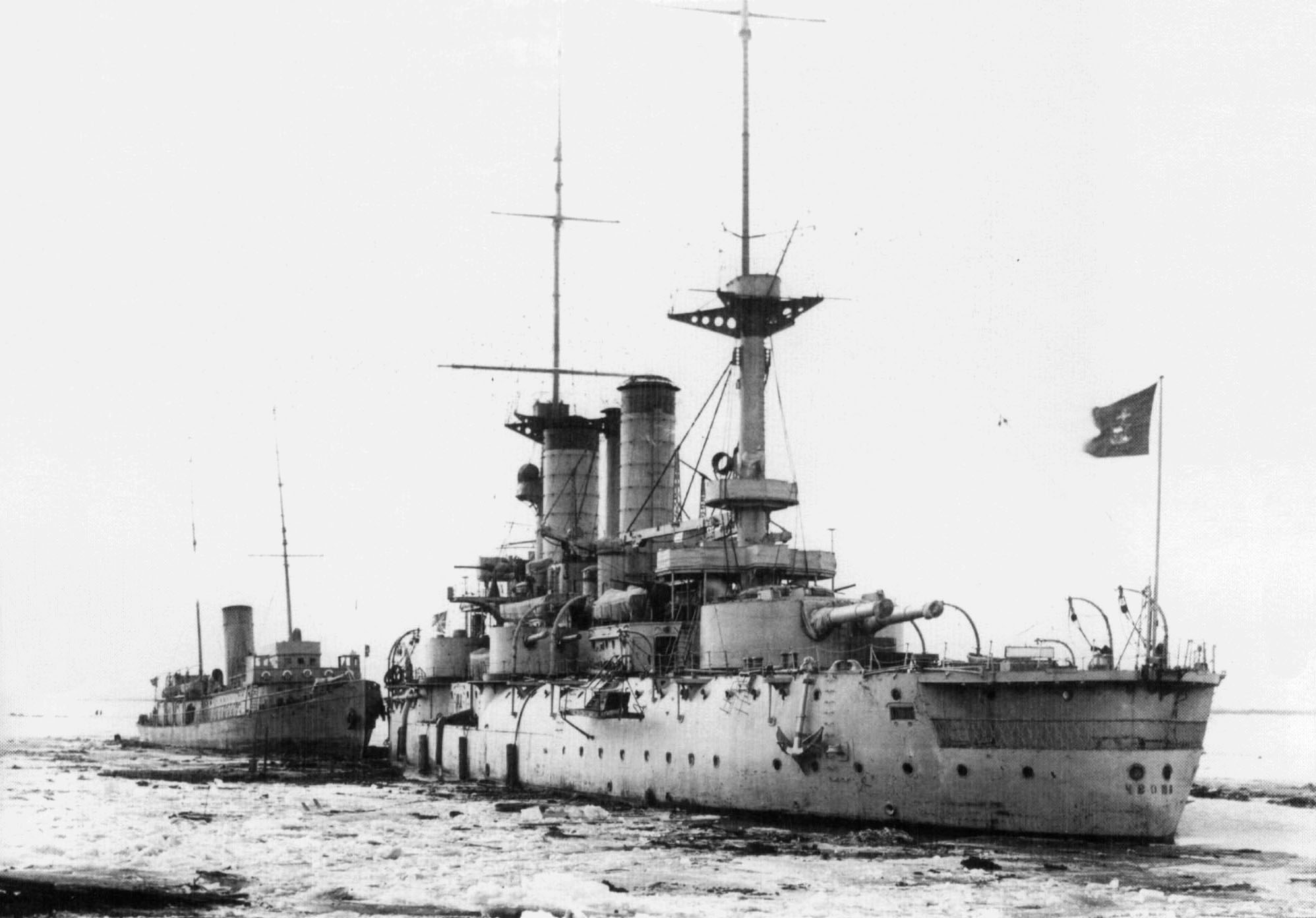
La Çeşme nel mar Bianco, primavera del 1921

La Poltava fu l'unica nave della sua classe a sopravvivere alla guerra russo-giapponese. La Petropavlovsk era stata affondata da una mina nei primi mesi di guerra, mentre la Sevastopol' fu affondata in acque profonde fuori da Port Arthur il giorno della resa del porto, così che un suo eventuale recupero fu impossibile.
La Poltava, riparata nell'arsenale navale di Maizuru tra il 1908 e il 1909, fu riclassificata nave da difesa costiera di prima classe.
L'unica azione di rilievo a cui prese parte con la marina giapponese fu l'assedio di Tsingtao, combattuto durante la prima guerra mondiale. Dato che in questo conflitto Russia e Giappone erano entrambe Alleate, la Tango fu rivenduta alla Russia nel 1916.
Giunse a Vladivostok il 21 marzo dello stesso anno fu rinominata Çeşme (in russo Чесма?), in onore battaglia di Çeşme combattuta tra l'Impero russo e quello ottomano durante la guerra d'indipendenza greca. Il cambio di nome si rese necessario in quanto nel frattempo era stata varata la Poltava, nave da battaglia classe Gangut. Salpata per il mar Mediterraneo, arrivò a Porto Said il 6 settembre, andando poi a congiungersi con la flotta alleata, in quel momento al largo di Salamina per obbligare la flotta greca alla resa. Il 22 novembre fu revisionata a Birkenhead, nel Regno Unito, per poi salpare verso Aleksandrovsk, un porto nell'Oblast' di Murmansk, dove giunse il 3 gennaio 1917. Durante la rivoluzione d'ottobre la Çeşme si unì alla flotta rivoluzionaria.
Dopo l'intervento alleato nella guerra civile russa, la nave fu catturata dalla Royal Navy, che la trovò in condizioni pessime. Trasformata in prigione galleggiante, ospitò fino a 40 prigionieri bolscevichi. Dopo il ritiro dei britannici, la Çeşme divenne la nave ammiraglia della neocostituita flottiglia del Mar Glaciale Artico. Trasferita ad Arcangelo il 16 giugno 1921, fu radiata il 3 luglio 1924 e demolita nello stesso anno.